# 可能動詞
可能動詞（かのうどうし）とは、現代日本語（共通語）において五段活用の動詞を下一段活用の動詞に変化させたもので、可能（行為をすることができること）の意味を表現する。「書く」に対する「書ける」、「打つ」に対する「打てる」の類をいう。室町時代に発生し、次第に元来の可能の助動詞「〜れる」を用いる語法に取って代わった。
|      | 五段活用動詞       | 可能動詞                 |
| ---- | ------------------ | ------------------------ |
| あ行 | 会う・買う・扱う   | 会える・買える・扱える   |
| か行 | 行く・書く・歩く   | 行ける・書ける・歩ける   |
| が行 | 漕ぐ・研ぐ・泳ぐ   | 漕げる・研げる・泳げる   |
| さ行 | 貸す・足す・起こす | 貸せる・足せる・起こせる |
| た行 | 打つ・立つ・放つ   | 打てる・立てる・放てる   |
| な行 | 死ぬ               | 死ねる                   |
| ば行 | 飛ぶ・呼ぶ・遊ぶ   | 飛べる・呼べる・遊べる   |
| ま行 | 編む・積む・楽しむ | 編める・積める・楽しめる |
| ら行 | 釣る・蹴る・練る   | 釣れる・蹴れる・練れる   |

「行くことができる」という可能を表す表現には、「行ける」のほかに「行かれる」もある。「行ける」が可能のみを表すのに対し、「行かれる」は自発・尊敬・受身の意味でも使われる。
「行かれる」のような「～れる・られる」の形は、古語の「～る・らる」の形から変化したものだが、「行ける」のような可能動詞はそれとの関係は不明である。由来には大きく2説があり、「知るる（知れる）」等からの類推で、従来からあった四段（後に五段）活用動詞に対する下二段（後に下一段）段活用の自発動詞が一般化した（類似の動詞の項を参照）という説と、「行き得（る）」のような「連用形＋得（る）」の表現が変化したという説とがある。
なお形態的には全く異なるが、「する」に対して「できる」も可能動詞と同様に用いられる（例：「使用する」に対して「使用できる」など）。
可能動詞には命令形が用いられにくく、「読めろ」・「走れろ」などの命令的な表現は極めて稀である。

## 可能表現の変化
元来は可能動詞を使わず、動詞の可能を表すには助動詞「る・らる」（現代の「れる・られる」）を用いていた。今は「読む」のような五段活用動詞の可能を表すには、専ら可能動詞を使って「読める」とするが、鎌倉時代頃には「読まるる（読まれる）」の形のみが認められていたのである。
可能動詞の発生は室町時代まで遡るが、多く用いられるようになったのは近代に至ってからである。
そうして可能動詞の使用が一般に広まるにつれ、逆に旧来の可能表現「れる」が耳慣れないという理由だけで疑問視されるような風潮も現われてくる。例えば「○○方面へは行かれません」という道路標識を見て「間違いではないか？」と行政に問い合わせることなどがある。しかし「行かれる」など一部の「動詞+れる」については、これを可能の意味で使うことはしばしば行われている。
|          | 五段活用動詞 | 可能動詞 | 元来の可能表現 |
| -------- | ------------ | -------- | -------------- |
| あ・わ行 | 会う         | 会える   | 会われる       |
| か行     | 行く         | 行ける   | 行かれる       |
| が行     | 漕ぐ         | 漕げる   | 漕がれる       |
| さ行     | 貸す         | 貸せる   | 貸される       |
| た行     | 打つ         | 打てる   | 打たれる       |
| な行     | 死ぬ         | 死ねる   | 死なれる       |
| ば行     | 飛ぶ         | 飛べる   | 飛ばれる       |
| ま行     | 編む         | 編める   | 編まれる       |
| ら行     | 釣る         | 釣れる   | 釣られる       |

## 類似の動詞
可能動詞と別に、五段活用に対する下一段活用（古くは下二段活用）の自発動詞も数は少ないが存在する。例えば「切る」に対する「切れる」や、「裂く」に対する「裂ける」などがある。「気が置けない」という慣用句も、「気を置くことができない」ではなく、「気が置かれない」という意味である。

## ら抜き言葉
いわゆるら抜き言葉は、上一段活用動詞（例：起きる、閉じる、見る）、下一段活用動詞（例：受ける、見せる、出る、食べる）、カ行変格活用動詞（『来る』の1語のみ）に対して、可能の助動詞を付ける場合に、「〜られる」を「〜れる」とする現象である。これは、ラ行五段活用動詞の可能動詞と混同することで発生したと考えられている。
これは上記の可能動詞のみで発生するから、「れる」「られる」の４つの意味のうち、次に示す3つの意味ではら抜きは発生しない。
1. 受身…例「部屋に入って来られると困る。」
2. 尊敬…例(実験室にて実験器具の配置が変わっている様子を見て驚く人に向けて)「先生が変えられました。」
3. 自発…例「(統計図を見ながら)春季には売り上げが伸びると見られる。」